# Chromatofoor

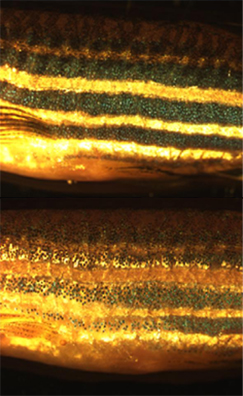
Zebravis Reactie van de chromatoforen van een zebravis op een donkere (boven) en een lichte omgeving (onder).

Chromatoforen zijn cellen die biologisch pigment bevatten en daardoor een bepaalde kleur hebben.
Diverse soorten chromatoforen worden gevonden in amfibieën, vissen, reptielen, kreeftachtigen en inktvissen. Eén soort chromatofoorachtig celtype, de melanocyt, wordt bij zoogdieren en vogels aangetroffen.
Ze zijn bepalend voor de huidskleur en oogkleur bij koudbloedigen en ontstaan in de neurale lijst tijdens de ontwikkeling van het embryo. Volgroeide chromatoforen worden gegroepeerd op hun tint bij belichting met wit licht (afhankelijk van de aanwezige pigmenten). De respectievelijke klassen zijn:
- Xantoforen met een gele kleur
- Erythroforen met een rode kleur
- Iridoforen reflecterend/iridiscerend
- Leucoforen met een witte kleur
- Melanoforen met een zwarte tot bruine kleur
- Cyanoforen met een blauwe kleur

De gekleurde, met een membraan geassocieerde blaasjes in sommige fototrofe bacteriën worden ook chromatofoor genoemd.
Sommige soorten koudbloedigen kunnen snel van kleur veranderen door mechanismen die de distributie van de pigmentkorrels in de chromatofoor of de oriëntatie van de reflecterende plaatjes aanpassen. Dit proces wordt fysiologische kleurverandering genoemd. Het wordt gebruikt voor camouflage, als seksueel signaal of als reactie op stress en wordt gestuurd door het zenuwstelsel met behulp van neurotransmitters of door hormonen. Bij inktvissen kan de kleurverandering nog veel sneller optreden, doordat ze chromatofoororganen hebben die door spieren worden aangestuurd. Bij pijlinktvissen kunnen tijdens de balts golven van kleurverandering over het lichaam worden gezien.

## Classificatie van chromatoforen
De eerste beschrijving van pigmenthoudende cellen (chromoforo) was in een Italiaans wetenschappelijk tijdschrift in 1819. Later werd de term chromatofoor gebruikt om pigmentcellen afkomstig uit de neurale lijst van koudbloedige vertebraten en inktvissen aan te duiden.
Pas in de zestiger jaren van de twintigste eeuw werd de structuur en de kleuring van chromatoforen goed genoeg begrepen om een classificatiesysteem te kunnen maken. Deze classificatie bestaat ook nu nog, hoewel is gebleken dat sommige biochemische eigenschappen van de pigmenten bruikbaarder kunnen zijn bij een wetenschappelijke beschrijving van de manier waarop de chromatofoor functioneert.
Kleuren worden geproduceerd op twee verschillende manieren met behulp van biochromen en semochromen:
- De biochromen zijn de echte pigmenten zoals carotenen en pteridines. Deze pigmente absorberen selectief gedeeltes van het visuele spectrum, waardoor nog alleen het niet geabsorbeerde gedeelte van het witte licht het oog van de waarnemer bereikt.
- De semochromen of structurele kleuren produceren kleur door interferentieverschijnselen door de interactie van het licht met de structuur van de eiwitkristallen in de cellen. Hierdoor kunnen bepaalde golflengten selectief worden uitgedoofd en worden ze vermengd met direct gereflecteerd en verstrooid licht. De lichtinval is in dit geval erg bepalend voor de kleur.

Alle chromatoforen bevatten pigment tenzij er een mutatie is opgetreden die voor een erfelijke afwijking heeft gezorgd, zoals albinisme of xanthisme. Rode bloedcellen en dwarsgestreepte spiercellen bevatten ook pigment in de vorm van hemoglobine en myoglobine.

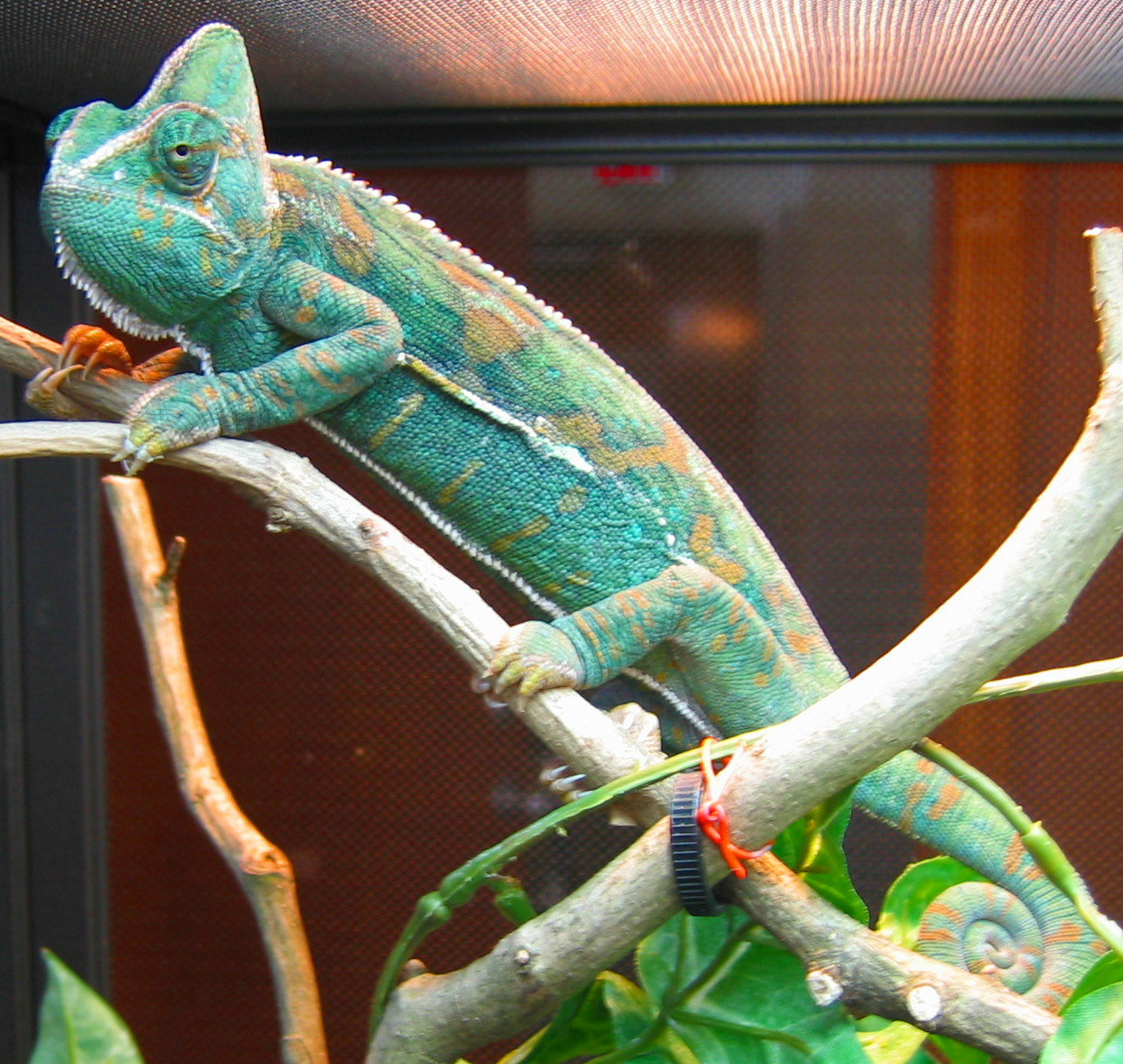
Een Jemenkameleon Chamaeleo calyptratus. Structurele groene en blauwe kleuren ontstaan door bovenliggende chromatofoortypes die het gefilterde licht reflecteren of doorlaten.

### Xanthoforen en erythroforen
Chromatoforen met grote hoeveelheden geel gekleurde pteridine pigmenten worden xanthoforen genoemd en chromatoforen met een overmaat aan oranje gekleurde carotenoïden worden erythroforen genoemd.
Er is ontdekt dat beide soorten pigment in dezelfde cel voor kunnen komen en dat de uiteindelijke kleur afhangt van de verhouding tussen rode en gele pigmenten.
Daarom is het onderscheid tussen deze chromatoforen nogal arbitrair. Het vermogen pteridines te synthetiseren uitgaande van guanosinetrifosfaat is een eigenschap die de meeste chromatoforen bezitten, maar xanthoforen lijken extra biochemische routes te hebben die zorgen voor een overmaat aan van geel pigment. In tegenstelling tot pteridines zijn de carotenoïden afkomstig van het voedsel en worden ze naar de erythroforen getransporteerd. Dit was als eerst gedemonstreerd door groene kikkers op een dieet te zetten van krekels die geen carotenoïden in het voedsel hadden gehad. Door de afwezigheid van oranje pigmenten kreeg de groene kikker een blauw uiterlijk in plaats van groen. In Friesland worden in de natuur regelmatig blauwe groene kikkers gezien, maar dat heeft waarschijnlijk een genetische oorzaak.

### Iridophoren en leucophoren

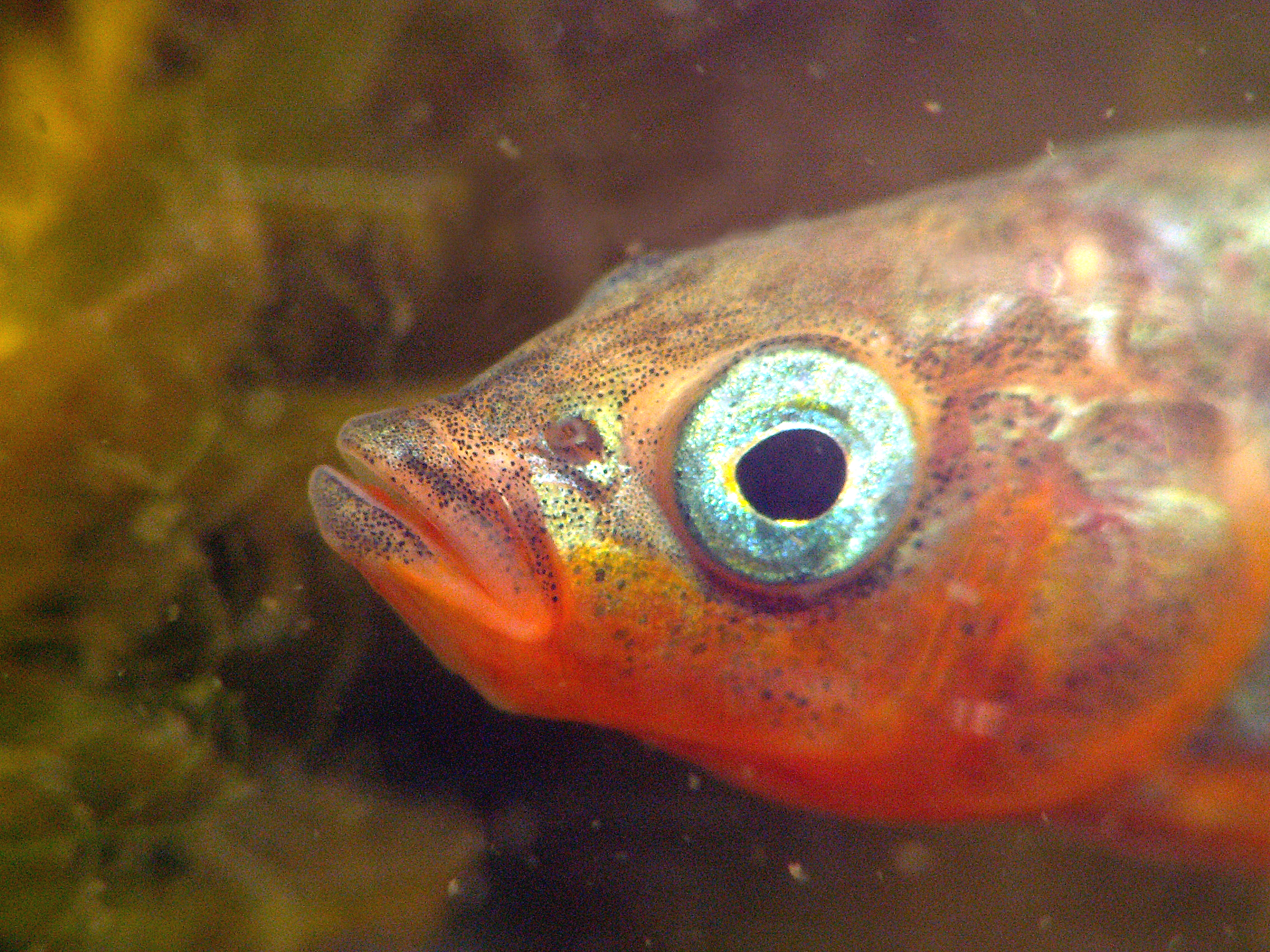
Iridoforen in het oog van de mannelijke driedoornige stekelbaars, ook melanoforen (zwart) en erythroforen (rood) zijn in ruime mate aanwezig bij dit visje

Iridiforen, ook wel guanoforen genoemd zijn cellen die licht reflecteren met behulp van kristallijne platen gemaakt van guanine. Wanneer deze plaatjes belicht worden ontstaan iridiserende kleuren door de interferentie van licht dat door de voor en achterkant van de plaatjes wordt teruggekaatst. De afstand tussen de plaatjes bepaalt de waargenomen kleur. Dit type verstrooiing treedt ook op bij röntgenstraling in gewone kristallen waarbij de afstand tussen de atomen de afstand tussen de reflecterende vlakken bepaalt, maar de biologische structuren hebben ook eenheden in de grootteorde van de golflengte van zichtbaar licht. Bij mineralen zien we deze grootteorde van de eenheden in de bolvormige eenheden van opaalkristallen. Kenmerkend bij deze kleuren is dat de kleur sterk afhangt van de hoek van het invallende licht. Ook parelmoer is opgebouwd uit plaatjes met diktes van de golflengte van zichtbaar licht (ca. 500 nm). In iridoforen kan soms de oriëntatie van de plaatjes worden gewijzigd, waardoor de waargenomen kleur verandert.
 Bij onordelijke structuren zal er een meer willekeurige verstrooiing van het licht optreden, wat resulteert in een witte kleur.

## Melanoforen
Melanoforen bevatten eumelanine, een type melanine dat er zwart of donkerbruin uitziet door lichtabsorptie. Eumelanine wordt gesynthetiseerd uit tyrosine. Het is een complex molecuul dat eenheden bevat van dihydroxyindool en dihydroxyindool-2-carboxylzuur gecombineerd met pyrroolringen. Het sleutelenzym in de synthese van eumelanine is tyrosinase. Als dit enzym niet functioneert kan geen eumelanine worden gesynthetiseerd, wat resulteert in albinisme. Bij sommige amfibieënsoorten, de phyllomedusine kikkers zijn er ook nog andere dieprode pigmenten aanwezig naast het eumelanine. 

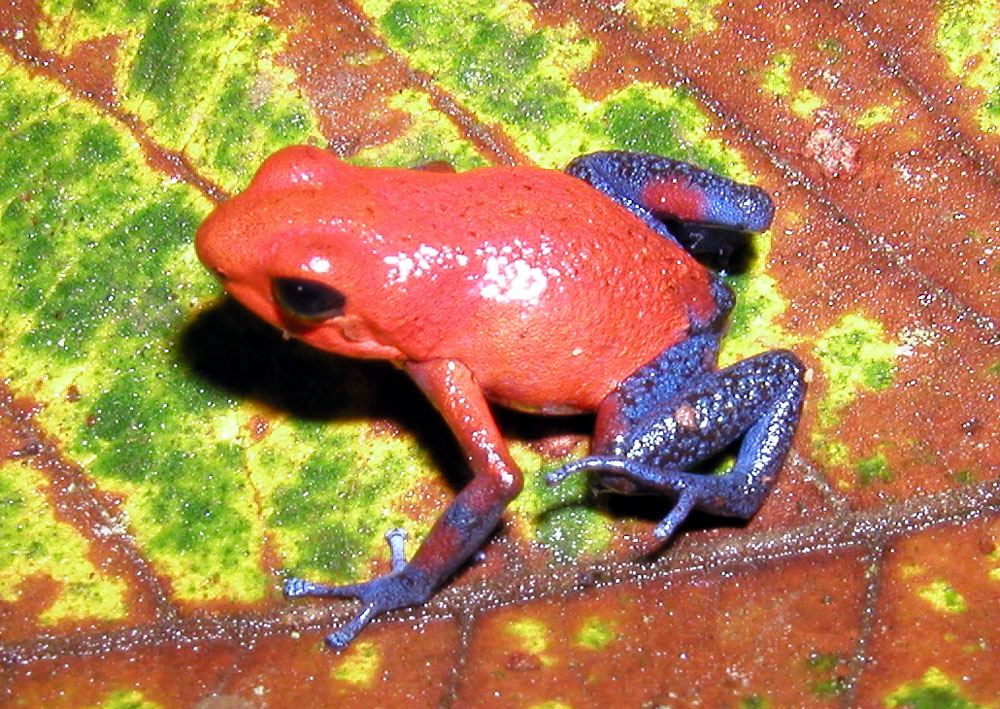
De aardbeikikker Oophaga pumilio. Sommige gifkikkersoorten bevatten melanocyten van onbeschreven type

Het is waarschijnlijk dat andere minder bestudeerde diersoorten nog andere minder complexe pigmenten in de melanoforen hebben. De overgrote meerderheid van de melanoforen bevat echter alleen eumelanine als pigment.
Mensen hebben slechts één klasse pigmentcel, de melanocyt, het zoogdierequivalent van de melanoforen, om huidskleur, haarkleur en oogkleur te genereren. Daarom zijn de melanocyten veruit de meest intensief bestudeerde chromatoforen. Er zijn echter verschillen tussen de biologie van de melanoforen en de melanocyten. Melanocyten kunnen ook een geelrood pigment synthetiseren; het feomelaninine. In de iris van het oog komen verschillende melanocyten voor en treedt ook rayleigh scattering op, wat de blauwe kleur veroorzaakt.

## Cyanoforen
In 1995 werd ontdekt dat de felblauwe kleuren van de blauwe mandarijn pitvis (Synchiropus splendidus) door een blauw cyaanpigment worden veroorzaakt, waarvan de chemische structuur nog niet bekend is.
Dit is bijzonder omdat alle tot dan toe bestudeerde blauwe kleuren werden veroorzaakt door semochromen. Vooralsnog zijn deze celtypes nog niet bekend bij andere vissen of amfibieën, maar het mag niet uitgesloten worden dat deze of aanverwante celtypes daar ook gevonden zullen worden. In de bekende pijlgifkikkers zijn ook fel gekleurde chromatoforen aangetroffen met nog onbekende pigmenten.